# Juan Carlos Cacho
Juan Carlos Cacho Gutiérrez (ur. 3 maja 1982 w mieście Meksyk) – meksykański piłkarz występujący na pozycji napastnika, reprezentant Meksyku, trener piłkarski.

## Kariera klubowa
Jako junior grał w Cruz Azul do 2001 roku.

### Cruz Azul
W Cruz Azul zadebiutował 14 lutego 2001 roku przeciwko Puebla.
2002 roku w Apertura w ciągu 90 minut zdobył aż sześć goli.
W 68 występach zdobył 22 gole.

### Pachuca
Pięć tygodni po przybyciu do nowego klubu Juan Carlos Cacho zdobył swojego pierwszego gola w barwach Pachuca przeciwko Tecos.
W Clausura 2007 strzelił 8 goli i Pachuca wygrała turniej po wygranej w finale z Chivas Guadalajara.
W barwach Pachuca grał w 142 meczach i zdobył 45 goli.
Z tym klubem zdobył dwa mistrzostwa Meksyku w 2006 i 2007 roku, Copa Sudamericana w 2006 roku, Puchar Mistrzów CONCACAF w 2007 roku, oraz North American SuperLiga w 2007 roku.
W 2008 roku przeszedł do UNAM Pumas.

## Drużyna narodowa
Cacho zadebiutował w reprezentacji Meksyku na turnieju Copa América w wygranym meczu z Brazylią 2:0 w 2007 roku. 17 września strzelił swojego pierwszego gola przeciwko Brazylii.

## Osiągnięcia
Mistrzostwo Meksyku – Clausura 2006, Clausura 2007,Clausura 2009
Puchar Mistrzów CONCACAF – 2007, 2008
Copa Sudamericana – 2006
North American SuperLiga – 2007